# Chown
chown — UNIX‐утиліта, що змінює власника і/або групу для вказаних файлів. Як ім'я власника/групи береться перший аргумент, що не є опцією. Якщо задано тільки ім'я користувача (або числовий ідентифікатор користувача), то даний користувач стає власником кожного з вказаних файлів, а група цих файлів не змінюється. Якщо за ім'ям користувача через двокрапку слідує ім'я групи (або числовий ідентифікатор групи), без пропусків між ними, то змінюється також і група файлу.

## Використання
chown [-cfhvR] [--dereference] [--reference=rfile] користувач[:група] файл
Де опції:
- -c або --changes — Детально описувати дію для кожного файлу, власник якого дійсно змінюється.
- -f  або  --silent,  або --quiet — Не видавати повідомлення про помилки для файлів, чий власник не може бути змінений.
- -h або --no-dereference — Працювати з самими символьними посиланнями, а не з файлами, на які вони указують. Ця опція доступна тільки якщо є системний виклик lchown.
- -R або --recursive — Рекурсивна зміна власника каталогів і їхнього вмісту.
- -v або --verbose — Докладний опис дії (або відсутність дії) для кожного файлу.
- --dereference — Змінити власника файлу, на який указує символьне посилання, замість самого символьного посилання.
- --reference=rfile — Змінити власника файлу на той, який є власником файлу.

## Приклади застосування
Дані команди повинні виконуватись із правами доступу root
- Змінити власника для каталогу public_html на admin та групу користувача на root:

```
# chown admin:root public_html
```

- Виконати теж саме не тільки для каталогу, а також для всіх файлів та підкаталогів які в ньому є:

```
# chown -R admin:root public_html
```